# NGC 3497
NGC 3497 = NGC 3525 = NGC 3528 = IC 2624 ist eine linsenförmige Galaxie vom Hubble-Typ S0 im Sternbild Becher am Südsternhimmel. Sie ist schätzungsweise 156 Millionen Lichtjahre von der Milchstraße entfernt.
Das Objekt wurde am 8. März 1790 von Wilhelm Herschel entdeckt.